# Фугарон
Фугарон (фр. Fougaron) насеље је и општина у јужној Француској у региону Миди Пирене, у департману Горња Гарона која припада префектури Сен Годан.
По подацима из 2011. године у општини је живело 99 становника, а густина насељености је износила 10,83 становника/km². Општина се простире на површини од 9,14 km². Налази се на средњој надморској висини од 498 метара (максималној 1.416 m, а минималној 473 m).

## Демографија
| 1962. | 1968. | 1975. | 1982. | 1990. | 1999. | 2011. |
| ----- | ----- | ----- | ----- | ----- | ----- | ----- |
| 78    | 93    | 73    | 85    | 62    | 73    | 99    |

График промене броја становника у току последњих година